# Jayati Ghosh
Jayati Ghosh (ur. 16 września 1955) – indyjska ekonomistka zajmująca się badaniami nad rozwojem społecznym i ekonomicznym.

## Życiorys
Studiowała socjologię na Uniwersytecie w Delhi. Tytuł magisterski z ekonomii uzyskała na Uniwersytecie Jawaharlala Nehru w 1977. Doktoryzowała się na Uniwersytecie w Cambridge w 1983. Wykładała ekonomię i była przewodniczącą Centrum Studiów Ekonomicznych i Planowania w Szkole Nauk Społecznych Uniwersytetu Jawaharlala Nehru. Jest profesorką ekonomii na University of Massachusetts Amherst. 
Doradzała rządom Indii i innych krajów. W 2004 była przewodniczącą Komisji ds. Opieki Rolników stanu Andhra Pradesh oraz członkinią indyjskiej Komisji Wiedzy Narodowej (2005–2009). W 2013 została prezeską konferencji Indyjskiego Towarzystwa Ekonomiki Pracy i współprzewodniczącą Komitetu Naukowego Światowego Forum Nauk Społecznych. W latach 2002–2021 była sekretarką wykonawczą International Development Economics Associates – międzynarodowej sieci ekonomistów rozwoju. Prowadziła konsultacje dla organizacji międzynarodowych. Jest członkinią organizacji międzynarodowych, rad i komisji, w tym Rady Doradczej Wysokiego Szczebla ONZ ds. Gospodarczych i Społecznych, Komisja ds. Globalnej Transformacji Gospodarczej INET, Międzynarodowej Komisji ds. Reformy Międzynarodowego Opodatkowania Przedsiębiorstw (ICRICT). W 2021 została powołana do Rady WHO ds. Ekonomiki Zdrowia Powszechnego. W marcu 2022 została powołana do Rady Doradczej Wysokiego Szczebla ds. Efektywnego Multilateralizmu przy Sekretarzu Generalnym ONZ. Jest członkinią Rady Doradczej wysokiego szczebla ONZ ds. Gospodarczych i Społecznych. Jest założycielką Fundacji Badań Ekonomicznych. 
Skupia się zwłaszcza na gospodarce rozwoju, globalnych nierównościach z powodu płci i zrównoważonym rozwoju. Jej badania dotyczą analizy wpływu globalizacji, handlu międzynarodowego i wpływu polityki makroekonomicznej na kraje rozwijające się, w szczególności Indie. Jest zaangażowana w działalność społeczną i polityczną. Działa na rzecz praw kobiet, sprawiedliwości społecznej i zrównoważonego rozwoju.
Jest autorką lub współautorką wielu książek. Publikuje w prasie i czasopismach branżowych.

## Nagrody
Została uhonorowana wieloma nagrodami i wyróżnieniami. Otrzymała m.in.:
- Nagroda im. Johna Kennetha Galbraitha, 2023
- Nagroda im. Karla Polanyi za Wkład w Badania nad Ekonomią Polityczną, 2019
- Nagroda im. K.N. Raja, 2018
- Nagroda im. Rajeeva Gandhiego, 2016
- Nagroda Malcolma Adiseshaiaha za wybitny wkład w nauki społeczne w Indiach, 2015
- Nagroda Satyendranatha Sena, 2012
- Nagroda im. Rabindranatha Tagore’a dla Dziennikarza Roku, 2012
- Nagroda Międzynarodowej Organizacji Pracy, 2010
- Nagroda im. Mahatmy M. Ranade, 2010
- Nagroda im. Amartya Sena dla Najlepszego Artykułu Naukowego za tekst pt. Macroeconomics and the Politics of Transformation, 2010
- Nagroda NordSud za badania w dziedzinie nauk społecznych, 2010
- Nagroda im. K.R. Narayana dla Najlepszego Artykułu Ekonomicznego za tekst The Socially Optimal Level of Inequality, 2010
- Nagroda Pamięci Avy Maiti, 2006
- Nagroda UNDP za raport o rozwoju społecznym Bengalu Zachodniego, 2004[1][2].